# インターロイキン-6
インターロイキン-6（英: Interleukin-6, 略称: IL-6）はT細胞やマクロファージ等の細胞により産生される液性免疫を制御するサイトカインの一つである。IL-6は1986年に相補的DNA(cDNA)がクローニングされ、以降IL-6は種々の生理現象や炎症･免疫疾患の発症メカニズムに関与していることが明らかになった。IL-6受容体は分子量130kDaの糖タンパク質であるgp130(CD130)と会合して細胞内にシグナルを伝える。gp130はIL-6受容体以外にもIL-11受容体をはじめ、白血球遊走阻止因子(英:Leukemia Inhibitory Factor、LIF)、オンコスタチンM(OSM)、毛様体神経栄養因子(英:Ciliary Neurotrophic Factor、CNTF)等に対する受容体とも会合し、これらの分子はIL-6ファミリーと呼ばれる。近年ではIL-27及びIL-31もIL-6ファミリーに属すると考えられている。また、IL-6は脂肪細胞から分泌され、脂質代謝に関与するアディポカイン(英:Adipokine)と呼ばれるグループに属する。

## 構造

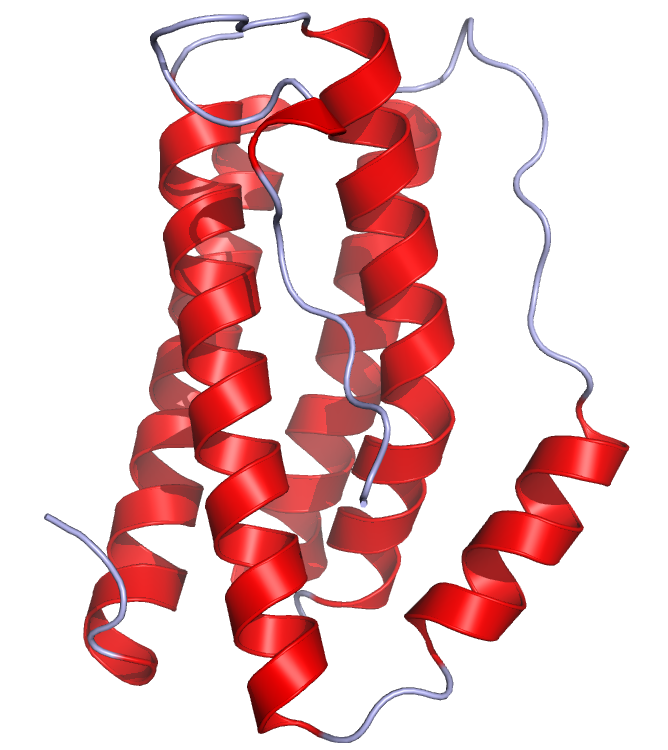
IL-6の立体構造。

ヒトIL-6遺伝子は4つのイントロンとエキソンを持ち、染色体上の7p21に位置する。ヒトのIL-6は212個のアミノ酸から構成される前駆体ペプチドとして産生されるが、アミノ基側末端のシグナルペプチドが除去されて最終的に184アミノ酸残基のペプチドとなる。マウスでは211残基の前駆体から24残基が除去されて成熟する。ヒトとマウスにおけるIL-6の相同性は遺伝子レベルでは65%、タンパク質レベルでは42%である。ヒトIL-6のアミノ酸配列中には2箇所の糖鎖修飾部位と4箇所のシステイン残基を有する。

## 産生細胞
IL-6はT細胞やB細胞、線維芽細胞、単球、内皮細胞、メサンギウム細胞などの様々な細胞により産生される。マクロファージは細胞表面のToll様受容体を介してリポポリサッカライド(LPS)の刺激を受けることによりIL-6をはじめとした様々なサイトカインを分泌することが知られている。また、扁桃腺リンパ球や線維芽細胞においてはプロテインキナーゼC依存的なシグナルによりIL-6の発現が亢進することが報告されている。

### ミオカイン
骨格筋もIL-6を分泌することが明らかとなっており、骨格筋の収縮時に分泌される。筋肉においてIL-6はイリシンと共に筋肉内脂肪の利用を促進する。IL-6やイリシンのように骨格筋収縮に伴い分泌され、オートクライン/パラクラインあるいはホルモンとして遠隔標的臓器に作用するタンパク質を総称してミオカインと呼ぶ。IL-6は最初にミオカインとして同定されたサイトカインである。筋肉内でのIL-6シグナルは、TNF応答やNF-κB活性化とは完全に独立しており、抗炎症サイトカインであるIL-1raとIL-10の産生を刺激し、抗炎症性サイトカイン的に作用する。

## 受容体
IL-6受容体(CD126)には膜結合型IL-6受容体(IL-6R)の他にヒトの血清や尿に存在する分泌型の可溶性IL-6受容体(英:Soluble IL-6 Receptor、sIL-6R)が存在する。分泌型は膜結合型受容体の細胞内領域及び膜貫通領域を除去した構造をとり、分泌型受容体も膜結合型受容体と同程度のIL-6親和性を示す。sIL-6RはIL-6受容体切断酵素の働きによるIL-6Rの切断、または選択的スプライシングにより生じ、膜結合型と同様の働きをすることが可能となる。これらの受容体は単独ではシグナル伝達能を有していないために機能することができず、gp130と会合することによって初めてシグナルを伝達することができる。gp130が様々な細胞に幅広く発現しているのに対して、IL-6Rは肝細胞や好中球などに優位に発現している。関節の滑膜細胞などのIL-6受容体を欠いた細胞もgp130は有しており、IL-6と会合したsIL-6Rがgp130と相互作用することによってIL-6に対する反応性を獲得している。

## シグナル伝達
IL-6受容体にリガンドが結合するとIL-6受容体はgp130と会合し、以下の経路で細胞内へシグナルを伝える。

### JAK-STAT経路
IL-6が受容体に結合するとgp130のTyr683残基に結合しているJAK(Janus Kinase)1/2が活性化し、gp130のチロシンリン酸化を行う。このgp130のリン酸化チロシン残基がSTAT1/3分子のSH2ドメインとの結合部位となる。転写因子であるSTAT1/3はSH2ドメインを介したホモあるいはヘテロの二量体を形成して活性化し、核内へ移行した後にDNA上の配列に結合することにより転写活性化を引き起こす。

### MAPキナーゼ経路
gp130のTyr759にShp2が結合するとアダプタータンパク質であるGrb2を介してSos1を活性化させる。Sos1はGDP/GTP交換反応により細胞膜と結合している低分子Gタンパク質であるRasを活性体に変換する。さらにRasはRaf-1を活性化し、Raf-1はMEKを、MEKはERKをというように次々とシグナルを伝えていく。活性化したERKは核内へ移行した後にNF-IL-6の活性化を引き起こし、二量体形成を誘導する。NF-IL-6二量体は転写因子として働き、DNA上の配列に結合することにより遺伝子発現調節を行う。

### その他
IL-6受容体の活性化はJAK-STAT経路や MAPキナーゼ経路のシグナル伝達経路以外にもSHP2やSOCSと呼ばれる分子を誘導する。これらはいずれもIL-6によるシグナルに対して抑制的に働く。

## 生理活性
IL-6は造血や炎症反応などにおいて重要な役割を果たすサイトカインであり、IL-8やMCP-1などのケモカインの産生亢進及びICAM-1、VCAM-1などの細胞接着分子の発現亢進、B細胞から抗体産生細胞への分化促進などの生理作用を示す。また、IL-6は活性化した樹状細胞から分泌され、制御性T細胞の活性を抑えることが知られている一方で、T細胞サブセットの一つであるTh17細胞への分化促進を行う。IL-6はハイブリドーマの増殖においても必要な因子である。

## 医薬品への応用
- トシリズマブ(英:Tocilizumab)はヒト化抗IL-6受容体モノクローナル抗体であり、IL-6と受容体(膜結合型、分泌型)との結合を阻害する。世界初のIL-6阻害剤として開発された抗リウマチ薬トシリズマブは商品名アクテムラ(Actemra、中外製薬)としてすでに日本国内でも承認されており、関節リウマチやキャッスルマン病等の疾患に対して適応がある。2008年の発売以来7年間の売上高は1000億円以上である。
- サリルマブ(英:Sarilumab)は2017年1月に国際誕生したヒト型抗ヒトIL-6受容体モノクローナル抗体で、既存治療で効果不十分な関節リウマチに適応があり、商品名ケブザラ（KEVZARA、サノフィ、旭化成ファーマ）として2018年2月に日本国内でシリンジ製剤が発売となった。同年11月にはオートインジェクターが薬価収載され、自己注射（在宅自己注射指導管理料の算定対象）も可能となった。